# Беса Секулу XXI
Стадіон «Беса Секулу XXI» або «Ештадіу ду Беса Секулу ХХІ» (порт. Estádio do Bessa Século XXI) — стадіон у місті Порту, Португалія, був збудований на місці колишнього стадіону «Ештадіу ду Беса», відкритий 30 грудня 2003 року (товариська гра між місцевим клубом «Боавіштою» та іспанською «Малагою»). За даними офіційного сайту клубу вміщує 28 263. Роботи по будівництву нового стадіону було розпочато ще 30 червня 1998 року, коли було розпочато реконструкцію східної трибуни колишнього стадіону «Беса» (це був перший стадіон з десяти новозбудованих до європейської першості з футболу. Вже у січні 2000 року було розпочато роботи по реконструкції головної трибуни стадіону — західної (внутрішня частина якої має 8 поверхів, де знаходяться також роздягальні, ложа ЗМІ та VIP-ложа). Північну трибуну було реконструйовано у 2001-2002 роках, і останньою стала південна трибуна — 2003 рік.
Є домашнім стадіоном «Боавішти».

## Євро-2004
Під час Чемпіонату Європи з футболу 2004 стадіон приймав три матчі за участю збірних команд Греції, Іспанії, Латвії, Німеччини, Данії та Швеції: 
| Дата      | Матч               | Рахунок | Раунд          |
| --------- | ------------------ | ------- | -------------- |
| 16 червня | Греція — Іспанія   | 1:1     | Матч групи «A» |
| 19 червня | Латвія — Німеччина | 0:0     | Матч групи «D» |
| 22 червня | Данія — Швеція     | 2:2     | Матч групи «C» |

## Фінал молодіжного чемпіонату Європи (U-21)
Саме на стадіоні «Беса Секулу XXI» 4 червня 2006 року за багатотисячної підтримки місцевої української громади у рамках молодіжного чемпіонату Європи (U-21) в фінальному матчі проти однолітків з Голландії грала Молодіжна збірна України з футболу під керівництвом тренера Олексія Михайличенка. Українці програли поєдинок з рахунком 0:3, здобувши «срібло» чемпіонату.